# Saxetania uvarovi
Saxetania uvarovi är en insektsart som först beskrevs av Leo L. Mishchenko 1937.  Saxetania uvarovi ingår i släktet Saxetania och familjen Pamphagidae. Inga underarter finns listade i Catalogue of Life.